# Вершинная (приток Беме)
Вершинная — река на полуострове Камчатка в России. Протекает по территории Мильковского района. Длина реки — около 18 км.
Начинается на северном склоне горы Острой. Течёт в общем северо-западном направлении, первую половину пути через горы, вторую — по равнине, поросшей берёзовым лесом. Соединяется протокой с рекой Вачкунец. Впадает в реку Беме справа на расстоянии 2 км от её устья.
По данным государственного водного реестра России относится к Анадыро-Колымскому бассейновому округу.
- Код водного объекта — 19070000112120000013918[2].